# Exposition Universelle et Internationale (1910)
Exposition Universelle et Internationale de Bruxelles var en verdensudstilling afholdt i Bruxelles, Belgien, fra 23. april 1910 til 7. november samme år. Det var den anden verdensudstilling afholdt i Belgien.
Udstillingen dækkede et område på 90 hektar. Udstillingerne var ikke som tidligere delt i generelle kategorier, men i 22 funktionelle kategorier blandt andet uddannelse, elektricitet, landbrug, minedrift, tekstiler, kvindearbejde og hærdrift.
Der deltog udstillere fra 27 lande, og 13 millioner mennesker besøgte udstillingen over de 7 måneder den varede.
| Festival | Spire Denne artikel om festivaler og mærkedage er en spire som bør udbygges. Du er velkommen til at hjælpe Wikipedia ved at udvide den. |

50°50′45″N 4°21′07″Ø / 50.8458°N 4.3519°Ø